# Aggrey Awori
Aggrey Siryoyi Awori (* 23. Februar 1939 in Budimu; † 5. Juli 2021 in Kampala) war ein ugandischer Politiker, Diplomat, Redakteur und Leichtathlet.

## Leben
Awori wurde im Dorf Budimu, kaum zwei Kilometer von der kenianischen Grenze entfernt, als zehntes von 17 Kindern des Priesters Jeremia Awori und von Miriam Awori geboren. Zu seinen Geschwistern zählen Moody Awori, Politiker in Kenia, und Mary Awori. Von Mai 1961 bis Juni 1965 studierte er an der Harvard University. Seit dieser Zeit ist er mit Thelma Awori verheiratet, der UNDP-Direktorin für Afrika.
Er trat bei den Olympischen Sommerspielen 1960 in Rom und 1964 in Tokio als 110-Meter-Hürdenläufer an. Seit 1964 hält er den nationalen ugandischen Rekord im 110-Meter-Hürdenlauf.
Er war für Uganda als Botschafter unter anderem in den Vereinigten Staaten und in den Beneluxländern tätig. Nach der Machtübernahme Idi Amins wurde er als damaliger Generaldirektor im Rundfunk festgenommen und flüchtete nach Kenia, wo er einige Jahre als Journalismus-Dozent an der Universität Nairobi arbeitete. Nach dem Sturz Amins und der Machtübernahme Yoweri Musevenis ging er für einige Zeit in den Busch und führte eine Rebellengruppierung. Aber schon bald wandte er sich wieder der etablierten Politik zu. 1994 wurde er Abgeordneter der verfassunggebenden Versammlung. Seit 1996 vertrat er den Wahlbezirk Busia Nord im ugandischen Parlament. Bei der Präsidentschaftswahl 2001 trat er gegen Museveni an und erreichte mit 1,42 Prozent der Stimmen die drittgrößte Stimmzahl.